# Carl Natanael Carleson
Pour l’article homonyme, voir Lennart Carleson.
Carl Natanael Carleson était un politicien socialiste suédois qui a vécu de 1865 à 1929.